# Куанышев, Арысбай Куанышулы

Куванышев А. К. (рубеж 1970-х — 1980-х гг.).

Ариспай (Арысбай) Куанышевич Куванышев (Куанышев) (10 января 1922 (офиц.), а. Булак Алгинского района Актобинской области — 19 июля 1983, Алматы) — казахский советский ученый-экономист, член-корреспондент АН Казахстана (1983). Председатель Совета по изучению производительных сил Казахстана при президиуме АН КазССР (1976—1983). Лауреат Государственной премии КазССР (1976). Участник Великой Отечественной войны (1941—1945).

## Биография
Родился осенью 1923-го года в крестьянской семье Тауекелова Куаныша (1896—1957) и его жены Меруерт в ауле Блак Ключевого района Актюбинской области.
В период 1929-1930 гг., с началом бесжалостной экспроприации скота, по настоянию дальновидной бабушки Хадиши-би (народным судьей рода «тама»), вместе с родителями уехал из аула и жил в г. Алма-Ате у дяди по отцовской линии — Карабекова (Тауекелова) Гайсы (1904 — ок. 1931 Ялта), ставшего к тому времени прокурором республики. После его смерти семья вернулась обратно в Актюбинскую область, где осела в пос. Новоукраинский Ключевого района.
Осенью 1931-го года пошёл в первый класс начальной школы-трехлетки (пос. Новоукраинский), а спустя год похоронил маму, скончавшуюся при родах.
В 1934-м году начал учёбу в четвёртом классе неполной (семилетней) школы пос. Тамды Ключевого района, где в 1937-м был принят в комсомол первичной комсомольской организацией тамдинского детского дома.
В 1938 году, по окончании (с отличием) семи классов Тамдинской школы, поступил в Чимкентский горно-металлургический техникум (г. Чимкент).
В 1939 году окончил первый курс чимкентского техникума, а осенью по мобилизации комсомола, как отличник учёбы и спортсмен, был со 2-го курса делегирован в авиацию. Тогда же, прибавив себе возраст (изменив в сельской справке дату рождения на 10.01.1922), поступил в 1-е Вольское военное авиационно-техническое училище ВВС им. Ленинградского Краснознаменного Комсомола (г. Вольск, Саратовская обл.). Зачислен курсантом приказом по Вольскому ВАТУ № 441 от 07.10.1939 г.
1940 год. 23 февраля принял военную присягу, а в ноябре политотделом Вольского ВАТУ принят в кандидаты в члены ВКП (б). 11 ноября окончил (с отличием) Вольское ВАТУ по двухгодичной программе по специальности «Техник самолета», с присвоением воинского звания «Младший воентехник». 19 ноября приказом НКО СССР № 05119 назначен младшим авиационным техником в 222-й Дальнебомбардировочный авиационный полк (г. Обоянь, Курская обл.).
1941 год. Незадолго до нападения немцев получил отпуск, однако, едва прибыв на родину, был отозван обратно в свой полк, с которым принял участие в Великой Отечественной войне с самых первых дней.
19 июня в 222-м ДБАП, стоявшем в районе г. Обояни Курской области, была объявлена боеготовность № 1. В боевые действия против немецко-фашистских захватчиков полк вступил 25-го июня.
До середины сентября в качестве самолётного техника обслуживал боевые вылеты полка (Западный фронт). В связи с большими потерями 222-й ДБАП был расформирован (с сентября 1941-го — 645-й Отдельный ночной бомбардировочный авиаполк). С середины сентября — техник звена 645-го Отдельного ночного бомбардировочного авиаполка 242-й НБАД 6-й ВА Северо-Западного фронта.

Куванышев А. К. 1942 г.

В апреле 1942-го года, будучи механиком авиаэскадрильи 645-го НБАП, принят в члены ВКП (б). В октябре, после понесённых больших потерь, оставшийся в живых лётно-технический состав 645-го НБАП передан в состав 717-й НБАП 6-й ВА (Северо-Западный фронт). 22-го ноября приказом НКО № 374 полку присвоено Гвардейское звание. 14-го декабря приказом № 0120 удостоен своей первой боевой награды — медали «За боевые заслуги» (будучи Гвардии лейтенантом). К концу года окончил курсы подготовки лётчиков-ночников.
В 1943-м году, после переучивания на летчика на «По-2» на курсах пилотов при 242-й НБАД, участвовал в боевых вылетах в 717-м НБАП. В конце года, как опытный лётчик-ночник, переведен в группу пилотов-ночников на «Ил-2», где переучился в тренировочной группе на курсах при 3-й Гвардейской штурмовой Валдайско-Ковельской Краснознаменной авиадивизии.
С 1944 года воевал в составе 33-го Гвардейского штурмового Воронежского Краснознаменного авиаполка 3-й ГШАВККД 16-й ВА в составе 1-го Белорусского фронта. 4-го июля был сбит истребителями противника и пленён на месте падения в бессознательном состоянии немцами под г. Пинск (Белоруссия). Заключён в лагерь военнопленных (г. Брест-Литовск). Вскоре, в связи с подходом советских войск, перевезен в лагерь лётчиков в г. Лодзь (Польша), а затем заключён в немецкий лагерь русских лётчиков Luft-6 у г. Кенигсберг-Неумарк (ныне г. Хойна, Польша).
5 января 1945-го года совершил очередной побег в составе 4-х человек из лагеря Luft-6. Однако 12-го января был пойман и приговорён за неоднократные попытки к бегству (как «неисправимый большевик») к каторжной смерти в концлагере «Бухенвальд», уже как политзаключенный. 11 апреля, при подходе американских войск, вышел на свободу, а затем (15 апреля) советскими офицерами по репатриации вывезен в советскую зону. В конце апреля направлен в свой родной 33-й ГШАВКП. По окончании войны служил (до сентября) в составе советской Оккупационной армии. Затем направлен на Госпроверку в 32-м Запасном стрелковом полку 12-й Запасной стрелковой дивизии (Южно-Уральский Военный Округ, г. Чкалов), которую прошёл по 1-й категории. 27 ноября был демобилизован из рядов РККА и ВВС (уволен в запас приказом № 0706 Юж. УРВО по ст. 43 п. «а») и поставлен на учёт в Новороссийском РВК Актюбинской области.
С марта 1946-го года работал нарследователем райпрокуратуры Степного (позже — Ленинского) района Актюбинской области. 9 января 1947-го решением бюро РК КП (б) Казахстана утвержден заведующим отделом культпросветработы при исполкоме Степного райсовета д/т. На время посевной направлялся уполномоченным в колхоз «Коуметы».
С 8 сентября 1948 года стал работать управляющим Степным раймаслопромом Актюбинской области. С марта 1949-го года — он практикант горного мастера на руднике «Тайкеткен» Батамшинского пос/совета Степного района Актюбинской области, а 12 мая — десятник отвала Кемпирсайского рудоуправления. 3-24 августа прошёл учебные сборы в Кузнецком учебном центре ДОСААФ по специальности летчика штурмовой авиации (г. Кузнецк).
С 10 февраля 1950-го года — взрывник рудника «Тайкенткен». Параллельно окончил вечернюю партийную школу при Степном РК КП (б), а позже — и вечерний Университет марксизма-ленинизма при Актюбинском горкоме КП (б) Казахстана (1954 г.).
В период с 25-го июля до 1-го марта 1951-го года работал командиром учебной роты Актюбинской школы авиатехников ГВФ (г. Актюбинск). Затем (с 9-го апреля) — диспетчером международного аэропорта (г. Ташкент, Узбекистан), где трудился до 3-го октября и вернулся с семьей в Казахстан (г. Актюбинск). С 10-го декабря работал товароведом КТС треста «Актюбнефтеразведка».
С 14 марта 1952 года — инженер по оборудованию отдела технического снабжения (ОТС) треста «Актюбнефтеразведка», где проработал до 16.11.1955 г. Также в этот период (с 7 июня по 5 августа 1954-го) обучался на курсах повышения квалификации работников материально-технического снабжения предприятий Главнефтеразведка при учебном комбинате треста «Сталинграднефтегазразведка», с выдачей свидетельства № 2471 об окончании с отличием курсов (1-й выпуск). Осенью 1954-го поступил на заочное обучение в Саратовский нефтяной техникум Министерства нефтяной промышленности (г. Саратов).
С 16 ноября 1955 года — начальник АХО треста «Актюбнефтеразведка», а 8 февраля 1956-го — выдвинут на должность старшего инженера по планированию и нормированию Геолого-поисковой конторы треста «Актюбнефтеразведка». В том же 1956-м заочно окончил полный курс Саратовского нефтяного техникума по специальности «Планирование на предприятиях нефтяной и газовой промышленности» (диплом с отличием Г № 261579 от 01.07.1956 г., техник-плановик), а осенью поступил на заочное обучение во Всесоюзный заочный политехнический институт (г. Москва). 19-го сентября 1956-го года председателем Комитета партийного контроля при ЦК КПСС Н. М. Шверником (Кремль, Москва) вручен новый партбилет № 07372607 с сохранением партстажа (то есть с августа 1942 г.).
С 3 июля 1957 года решением бюро Актюбинского обкома компартии Казахстана направлен на работу начальником Отдела материальных балансов Управления снабжения и сбыта Актюбинского Совнархоза.
25 октября 1958 г. приказом № 101 по Управлению снабжения и сбыта Актюбинского Совнархоза «в порядке укрепления строительных организаций» отбыл в распоряжение Управления строительства и стройматериалов Актюбинского Совнархоза и 27-го октября назначен на должность исполняющего обязанности заместителя управляющего трестом «Актюбстрой», с 4-го ноября — заместителя управляющего.
С 16 декабря 1960 г. решением Коллегии Министерства геологии Казахской ССР переведен заместителем управляющего трестом «Актюбнефтегазразведка» (г. Актюбинск). 11 марта 1962 года «в порядке укрепления геологического управления и в связи с открытием уникальных месторождений нефти на полуострове Мангышлак», по решению Коллегии МГ КазССР и ЦК КП Казахстана переведен на должность заместителя начальника Западно-Казахстанского геологического управления (г. Гурьев).
11 апреля 1963 года приказом министра геологии и охраны недр КазССР «для выправления положения дел на местах» временно возложено исполнение обязанностей управляющего трестом «Мангышлакнефтегазразведка». В конце года постановлением Западно-Казахстанского Крайкома компартии сначала по совместительству, а затем постоянно (с 1-го апреля 1964 г.) направлен для организации Шевченковского горсовета д/т на должность председателя горсовета (г. Актау).
25 марта 1964-го года решением 1 сессии (первого созыва) Шевченковского Совета д/т избран председателем Шевченковского городского Совета д/т (г. Шевченко). К началу июня окончил ВЗПИ по специальности «Экономика и организация нефтяной промышленности». Решением ГЭК от 03.06.1964 г. присвоена квалификация инженера-экономиста с выдачей диплома (№ 778493). 8-го июня приказом по ВЗПИ МВ и ССО РСФСР № 948/асп зачислен соискателем для сдачи кандидатского минимума и подготовки к защите диссертации.
23 января 1965 года с согласия ЦК КП и СМ КазССР по личной просьбе переведен в г. Гурьев на прежнюю должность заместителя начальника Западно-Казахстанского геолуправления по нефти и газу, где проработал до осени 1968-го года. 12 июля 1965 г. приказом по ВЗПИ № 1340/асп в связи со сдачей кандидатского минимума, зачислен в заочную аспирантуру (научный рук. д.э.н. проф. Лисичкин С. М.) сроком на три года (с 15.09.1965 по 15.09.1969).
После упразднения ЗКГУ, с осени 1968 года работает заместителем начальника Управления «Казахстаннефтегазразведка» (г. Актюбинск).
В связи с успешной защитой (в 1969-м году) кандидатской диссертации на тему «Экономическая эффективность поисков и разведки на нефть и газ на территории полуострова Мангышлак», приглашен в 1970 году на работу в Академию наук Казахстана на должность заместителя академика-секретаря Президиума АН КазССР (г. Алма-Ата).  
С мая 1976 г. работал заместителем председателя Совета по изучению производительных сил при президиуме АН КазССР, а с декабря 1980 года — председателем СОПСа. В этот же период (в 1976 г.) успешно защитил докторскую диссертацию — первую в Казахстане, после реорганизации ВАКа.
Вёл большую общественную работу: с 1972 года являлся ответственным секретарем Комитета по Государственным премиям КазССР в области науки и техники при Совете Министров республики; в 1976—1979 гг. избирался секретарем партийного бюро Президиума АН КазССР, с 1980 года — член партийного бюро СОПСа АН КазССР.
Научные труды Куванышева А. К. посвящены изучению проблем экономики геологоразведочных работ, повышения экономической эффективности поиска и разведки нефти и газа, совершенствования организации и управления в нефтяной промышленности. Разработки Куванышева по организации работ при монтаже бурового оборудования в процессе бурения, по разработке основ АСУ в буровых организациях внедрены на предприятиях нефтяной промышленности. Также занимался разработкой комплексных программ развития производительных сил Западного Казахстана, Приаралья и Прибалхашья.
Лауреат Государственной премии Казахстана в области науки и техники (1976). Награждён орденом «Знак Почета» и медалями.
Скончался 19 июля 1983 года в Алма-Ате, похоронен на Кенсайском кладбище.

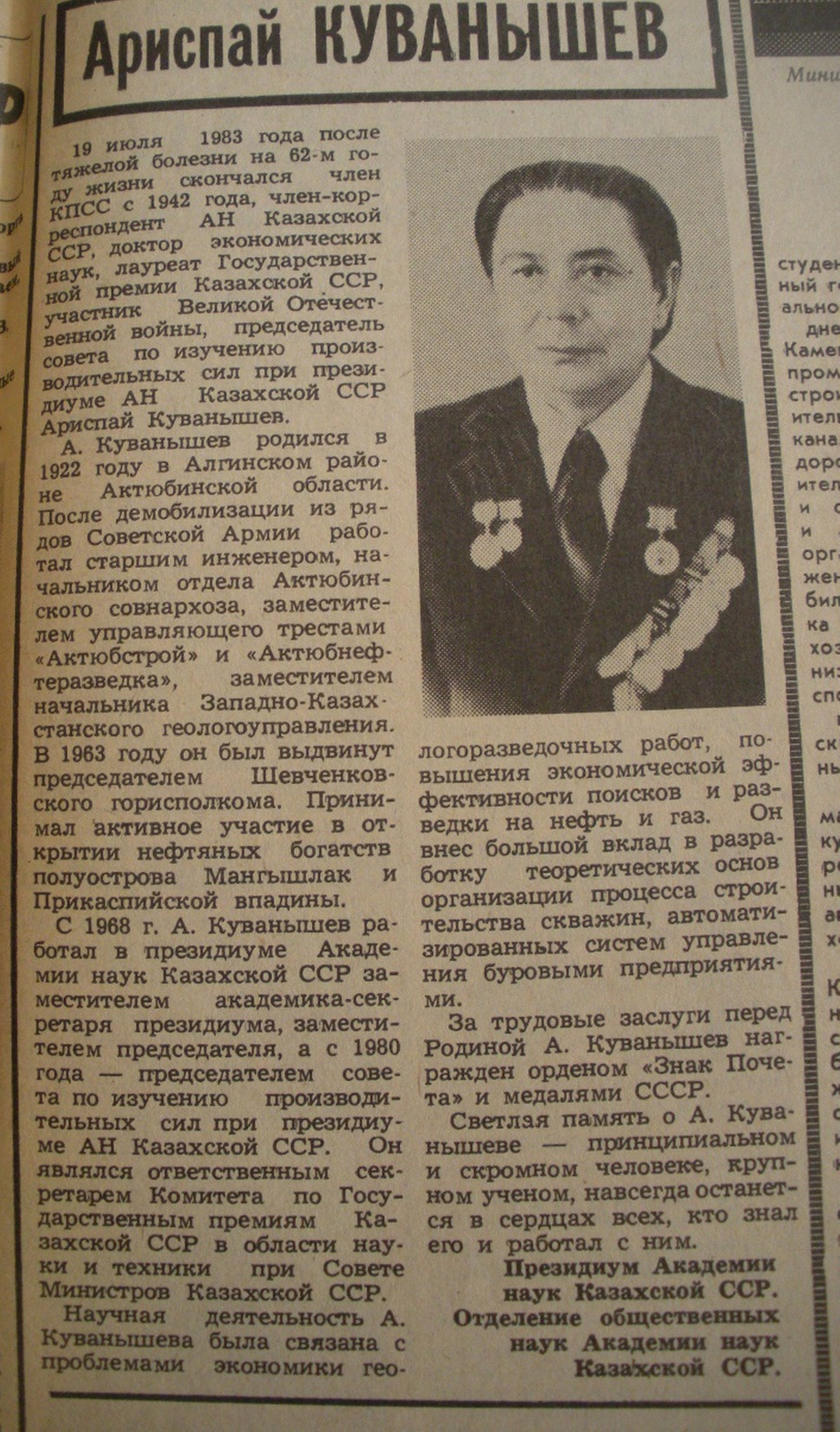
Некролог. «Казахстанская правда» (21 июля 1983 г.).

## Семья
Жена — Н. Г. Куванышева, урожденная Валиева (1923—1997) — ветеран труда.
Сыновья: Марат (1951 г.р.), Ринат (1954—2003).
Внуки: Лолита (1973 г.р.), Аида (1982 г.р.), Мадина (1986 г.р.), Амир (1988 г.р.).

## Основные работы
- Организация труда в строительстве разведочных скважин на нефть и газ в Казахстане. — Алма-Ата: Наука Казахской ССР, 1972. — 200 с.
- Академия наук Казахской ССР (обзор деятельности). — Алма-Ата: Наука Казахской ССР, 1978. — 176 с.
- Экономическая эффективность структурного бурения на нефть и газ в Казахстане. — Алма-Ата: Наука Казахской ССР, 1979. — 104 с.
- Развитие нефтедобывающей промышленности Казахстана. — Алма-Ата: Наука Казахской ССР, 1981. — 187 с.
- Совершенствование организации строительства разведочных скважин на нефть и газ. — Алма-Ата: Наука Казахской ССР, 1982. — 124 с., приложения — 104 с.
- Земельный фонд Казахстана и его рациональное использование. — Алма-Ата: Наука Казахской ССР, 1982. — 283 с.
- Прогноз комплексного и рационального использования природных ресурсов, их охрана и перспективы развития производительных сил бассейна оз. Балхаш в период до 1990—2000 гг. — Алма-Ата: Наука Казахской ССР, 1982—1983. — ДСП. (отв. ред.).
- Совершенствование хозяйственного механизма в нефтяной и газовой промышленности. — Алма-Ата: Наука Казахской ССР, 1983. — 136 с.
- Социально-экономические проблемы развития Приаралья. — Алма-Ата: Наука Казахской ССР, 1984. — 258 с.
- Территориально-производственные комплексы Казахстана. Каратау-Джамбулский комплекс: производительные силы. — Алма-Ата: Наука, 1983. — 214 с.
- Территориально-производственные комплексы Казахстана. Каратау-Джамбулский комплекс: экономическая эффективность производства. — Алма-Ата: Наука, 1985. — 192 с.